# Transformator Scotta

Transformator Scotta

Transformator Scotta lub układ Scotta – układ dwóch transformatorów jednofazowych umożliwiający zamianę zasilania w układzie trójfazowym na dwufazowy, poprzez wykorzystanie odpowiedniej grupy połączeń oraz zachowaniu odpowiednich proporcji pomiędzy uzwojeniami pierwotnymi i wtórnymi obydwu transformatorów.
Transformatory Scotta pozwalają na uniknięcie asymetrii obciążenia i znajdują zastosowanie np. w elektrotermii.